# بارسلونا، سورسوگون
بارسلونا، سورسوگون (به لاتین: Barcelona, Sorsogon) یک منطقهٔ مسکونی در فیلیپین است که در سوروسوگون واقع شده‌است.

## خصوصیات
بارسلونا ۶۱٫۱۸ کیلومترمربع مساحت و ۲۰٬۳۴۰ نفر جمعیت دارد.